# راندولف مانينغ
راندولف مانينغ (بالإنجليزية: Randolph Manning)‏ هو قاضي ومحامي وسياسي أمريكي، ولد في 19 مايو 1804، وتوفي في 31 أغسطس 1864. حزبياً، نشط في الحزب الجمهوري والحزب الديمقراطي. وقد انتخب عضو مجلس ولاية ميشيغان.